# Thomisus ghesquierei
Thomisus ghesquierei es una especie de araña cangrejo del género Thomisus, familia Thomisidae. Fue descrita científicamente por Lessert en 1943.

## Distribución
Esta especie se encuentra en el Congo.